# Lexington Avenue Line
De Lexington Avenue Line is een van de IRT lijnen, of beter gezegd trajecten, van de metro van New York. De lijnen 4, 5 en 6 maken gebruik van dit traject.
 ·  ·  ·  ·  ·  ·  ·  ·  · 